# Agathosma corymbosa
Agathosma corymbosa är en vinruteväxtart som först beskrevs av C.V. Montin, och fick sitt nu gällande namn av George Don. Agathosma corymbosa ingår i släktet Agathosma och familjen vinruteväxter. Inga underarter finns listade i Catalogue of Life.